# NGC 448
NGC 448 (ook wel 2MASX J01151653-0137339, MCG +00-04-060, PGC 4524, UGC 801 of ZWG 385.51) is een elliptisch sterrenstelsel in het sterrenbeeld Walvis. Het hemelobject ligt 68 miljoen lichtjaar (25,9×106 parsec) van de Aarde verwijderd en werd op 2 september 1886 ontdekt door de Amerikaanse astronoom Lewis A. Swift.